# Bronisław Bortnowski
Bronisław Bortnowski ps. Bronkowski, Bronek, Pietrowski (ur. 8 kwietnia 1894 w Warszawie, zm. 3 listopada 1937 w Moskwie) – działacz komunistyczny, publicysta. Od lutego 1922- do grudnia 1924 rezydent wywiadu sowieckiego (wspólnej rezydentury INO OGPU i Razwiedupra) w Berlinie.  Od kwietnia 1925 do lipca 1929 zastępca Jana Bierzina – szefa Razwiedupra Sztabu Armii Czerwonej i jednocześnie od października 1926 szef Wydziału II Razwiedupra. Zastępca członka prezydium Komitetu Wykonawczego Kominternu (IKKI).

## Życiorys
Pochodził ze zubożałej rodziny szlacheckiej, był synem urzędnika Bronisława. Od 1910 aktywista Związku Młodzieży Socjalistycznej (ZMS), działał w jej kołach propagandowych, rozpowszechniał nielegalną literaturę socjalistyczną. W 1912 ukończył szkołę średnią, podjął pracę jako kreślarz w biurze elektrotechnicznym i wstąpił do SDKPiL. Kolportował literaturę partyjną, wyjeżdżając często do Lublina, Łodzi i na granicę z Austrią. Od jesieni 1913 studiował na politechnice praskiej. Od wiosny 1914 pracował w Biurze Zagranicznym SDKPiL, przerywając studia. Działał m.in. w Zagłębiu Dąbrowskim. Pod koniec sierpnia 1914 aresztowany na zebraniu Zarządu Dzielnicowego SDKPiL w Warszawie i uwięziony, a po kilku miesiącach wywieziony do Saratowa. Zwolniony w listopadzie 1915. W kwietniu 1917 współorganizował grupę SDKPiL w Saratowie oraz Polski Klub Robotniczy. Członek saratowskiej Rady Delegatów Robotniczych, Chłopskich i Żołnierskich (RDRChiŻ), pracownik miejscowej organizacji partyjnej (zaliczono mu staż partyjny od 1912 roku) Socjaldemokratycznej Partii Robotniczej Rosji (bolszewików) (SDPRR(b)) i redakcji gazety partyjnej „Socyał-diemokrat”. Podczas rewolucji październikowej walczył w Czerwonej Gwardii w Saratowie. Od grudnia 1917 w Piotrogrodzie, gdzie był sekretarzem redakcji „Trybuny” (organu SDKPiL w Rosji), potem jako sekretarz w Komisariacie do Spraw Polskich przy Komisariacie Ludowym do Spraw Narodowości. Brał udział w II Konferencji grup SDKPiL w Rosji (kwiecień 1918, Moskwa). W połowie 1918 rozpoczął pracę w Czeka jako sekretarz Feliksa Dzierżyńskiego, następnie śledczy w Wydziale Walki z Kontrrewolucją. Uczestniczył w śledztwie w sprawie zabójstwa szefa piotrogrodzkiej Czeki, Moisieja Urickiego. 30 sierpnia 1918 został ranny w kręgosłup podczas szturmu budynku ambasady brytyjskiej w Piotrogrodzie, leczył się przez dziewięć miesięcy, prawa ręka do końca życia pozostała bezwładna.
W grudniu 1919 został wysłany na Front Zachodni do Smoleńska, gdzie pracował w Wydziale do Spraw Agitacji w Armii Polskiej. Wkrótce został mianowany zastępcą szefa Wydziału Wywiadowczego Sztabu Rewolucyjnej Rady Wojskowej Frontu Zachodniego, a w październiku 1920 szefem Zarządu Wywiadu Frontu Zachodniego. Od grudnia 1921 do końca 1924 w Berlinie  jako szef rezydentury wywiadu sowieckiego(wspólna rezydentura INO OGPU i Razwiedupra). Po powrocie zastępca szefa Zarządu Wywiadu Sztabu Armii Czerwonej (Razwiedupr) i jednocześnie od października 1926 szef Wydziału II Razwiedupra. W lipcu 1929 zwolniony z funkcji ze względu na stan zdrowia, początkowo w dyspozycji sztabu Armii Czerwonej, w styczniu 1930 przeniesiony do rezerwy.
Członek komisji zajmującej się współdziałaniem polskich komunistów w ZSRR z KPP.
Od jesieni 1929 z inicjatywy Juliana Leszczyńskiego-Leńskiego pracował w KPP, gdzie reprezentował frakcję „mniejszościowców”. Został przedstawicielem KPP przy Komitecie Wykonawczym (KW) Kominternu (MK). Uczestnik V Zjazdu KPP w sierpniu 1930 w Peterhofie koło Leningradu, na którym został wybrany do Komitetu Centralnego (KC) i Biura Politycznego (BP) KPP.
Od grudnia 1930 uczestniczył w pracach kierownictwa KPP w Berlinie. Wziął udział w VI Zjeździe KPP w październiku 1932 pod Mohylewem, na którym wygłosił referat o zadaniach KPP w walce z „polskim imperializmem” i „uciskiem narodowym”. W 1933 przez kilka miesięcy pracował w Kopenhadze, dokąd przeniesiono siedzibę kierownictwa KPP po objęciu władzy w Niemczech przez NSDAP.
24 listopada 1933 uczestniczył w II Plenum KC KPP, a w grudniu 1933 – w XIII Plenum Komitetu Wykonawczego Międzynarodówki Komunistycznej (Kominternu) (IKKI), na którym został zastępcą członka Prezydium KW MK. Wkrótce został zastępcą członka Komisji Politycznej IKKI. Od grudnia 1934 kierownik Sekretariatu Polsko-Nadbałtyckiego przy IKKI. Członek komisji IKKI przygotowującej VII Kongres Kominternu (lato 1935), na którym został zastępcą członka Prezydium IKKI. Jako przedstawiciel KC KPP brał udział w II Zjeździe KPZB w maju 1935 w Slepiance pod Mińskiem i w IV Zjeździe KPZU w Światoszynie koło Kijowa. Zastępca redaktora organu MK „Kommunisticzeskij Intiernacjonał”.
W okresie „wielkiej czystki” 10 czerwca 1937 został aresztowany przez NKWD i 3 listopada 1937 stracony.
Zrehabilitowany w 1956. Był odznaczony m.in. Orderem Czerwonego Sztandaru (22 lutego 1928) i Odznaką Honorowego Czekisty. Autor wielu artykułów na temat polskiego i międzynarodowego ruchu komunistycznego opublikowanych w „Nowym Przeglądzie” i innych czasopismach komunistycznych.